# Béla Lugosi
Pour les articles homonymes, voir Lugosi et Blaskó.
Béla Ferenc Dezső Blaskó, dit Béla Lugosi, est un acteur hongro-américain, né le 20 octobre 1882 à Lugos dans le Banat austro-hongrois et mort le 16 août 1956 à Los Angeles en Californie.
Il est surtout connu pour avoir incarné le comte Dracula dans le classique du film d'horreur Dracula, Ygor dans Le Fils de Frankenstein (1939) et pour ses rôles dans de nombreux autres films d'horreur de 1931 à 1956.
Lugosi commence à monter sur les planches hongroises en 1902. Après avoir joué dans 172 productions dans sa Hongrie natale, il apparaît dans des films muets hongrois à partir de 1917. Il doit cependant soudainement émigrer en Allemagne après l'échec de la révolution communiste hongroise de 1919 en raison de ses anciennes activités socialistes (organisation d'un syndicat d'acteurs de théâtre), laissant dans la foulée sa première épouse. Il joue dans plusieurs films dans la république de Weimar, avant d'arriver à La Nouvelle-Orléans en tant que marin sur un navire marchand, puis de se diriger vers le nord, jusqu'à New York et Ellis Island.
En 1927, il incarne le comte Dracula dans une adaptation à Broadway du roman de Bram Stoker, déménageant avec la pièce sur la côte ouest en 1928 et s'installant à Hollywood. Il joue ensuite dans la version cinématographique de Dracula de 1931 réalisée par Tod Browning et produit par Universal Pictures. Au cours des années 1930, il occupe une niche importante dans les films d'horreur, mais sa notoriété en tant que Dracula et son fort accent hongrois limitent considérablement les rôles qui lui sont proposés, et il essaie sans succès pendant des années d'éviter d'être catalogué.
Il joue dans plusieurs films avec Boris Karloff, qui est en mesure d'exiger que son nom soit en haut de l'affiche. À sa grande frustration, Lugosi, membre fondateur de la Screen Actors Guild américaine, est de plus en plus limité aux rôles de savant fou en raison de son incapacité à parler anglais plus clairement. Il est employé par les studios principalement pour qu'ils puissent inscrire son nom sur les affiches. Durant sa collaboration avec Boris Karloff, il ne joue des rôles majeurs que dans Le Chat noir (1934), Le Corbeau (1935), et Le Fils de Frankenstein (1939). Mais même dans Le Corbeau, le nom de Karloff est inscrit en haut de l'affiche malgré le fait que c'est Lugosi qui ait le rôle principal.
À cette époque, Lugosi prend régulièrement des médicaments contre la névralgie sciatique, et il devient dépendant à la morphine et la méthadone que son médecin lui prescrit. Cette dépendance à la drogue (et son alcoolisme qui s'aggrave progressivement) devient évidente aux producteurs, et après Deux Nigauds contre Frankenstein (1948), les offres se réduisent à des rôles dans des films à petit budget. Certains d'entre eux sont réalisés par Ed Wood, dont une brève apparition dans son film Plan 9 from Outer Space (sortie à titre posthume en 1957).
Lugosi s'est marié cinq fois et a eu un fils, Bela G. Lugosi (en) (avec sa quatrième femme, Lillian).

## Biographie

### Jeunesse et formation
Béla, Ferenc, Dezső Blaskó naît en octobre 1882 dans la ville de Lugos en Hongrie (aujourd'hui Lugoj en Roumanie). Il est le plus jeune des quatre enfants d'un père magyar István Blaskó, banquier, et de sa mère serbe Paula Vojnić (Vojnich). Avec sa sœur Vilma, il est élevé dans la foi catholique. À l'âge de 12 ans, il quitte l'école.

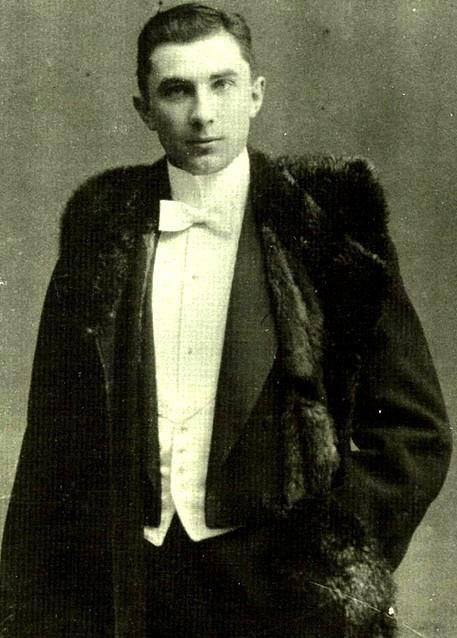
Béla Lugosi à 18 ans, en 1900.

Il commence sa carrière d'acteur en 1901 ou 1902. En 1903, il prend comme nom de famille « de Lugos » : en hongrois « Lugosi »,. Ses premières interprétations dans des théâtres provinciaux en 1903-1904, sont de petits rôles dans plusieurs pièces et opérettes. Parfois il décroche des rôles principaux dans des pièces de William Shakespeare. Après son arrivée à Budapest en 1911, il joue une douzaine de rôles avec le théâtre national de Hongrie entre 1913 et 1919 : il utilise alors à la scène les pseudonymes d'Olt Arisztid et d'Albert Legosi. Bien qu'il s'affirma par la suite « acteur principal du théâtre national de Hongrie », presque tous ses rôles dans ce grand établissement étaient petits ou de soutien.
Durant la Première Guerre mondiale, il est mobilisé comme fantassin dans l'armée de terre austro-hongroise, entre 1914-1916, obtenant le grade de lieutenant. Il reçoit une médaille militaire pour blessures reçues sur le front de l'Est.
En raison de son activité dans le syndicat des acteurs en Hongrie et sa participation active en 1919 à la république des conseils de Hongrie, il se voit obligé de quitter son pays lorsque cet État communiste s'effondre. Il part alors à Vienne, avant de s'installer à Berlin où il continue le théâtre, mais n'arrive pas à en vivre. Il découvre les États-Unis en tant que membre d'équipage d'un navire de commerce allemand et décide de débarquer à La Nouvelle-Orléans.

### Carrière

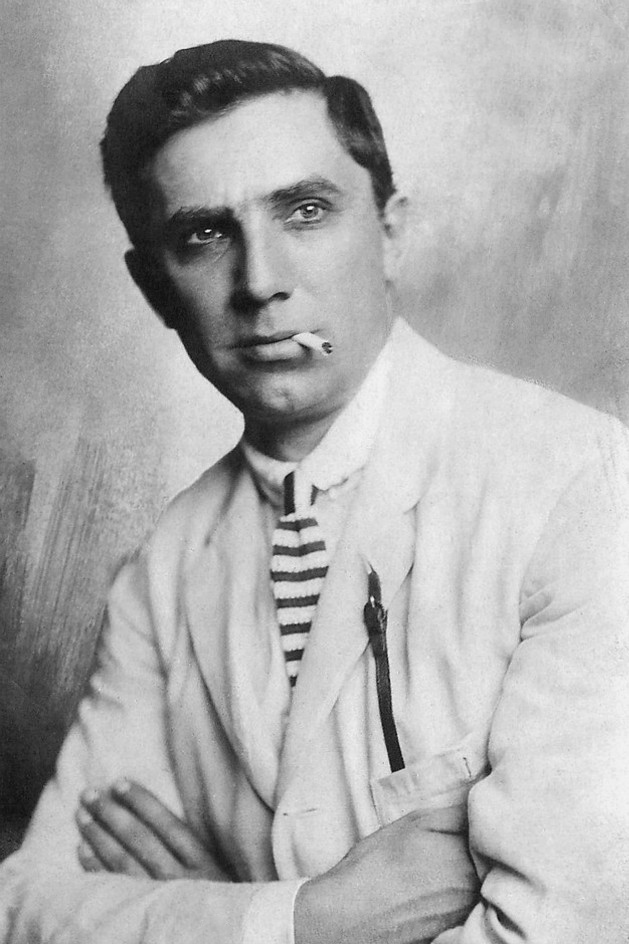
Béla Lugosi en 1919.

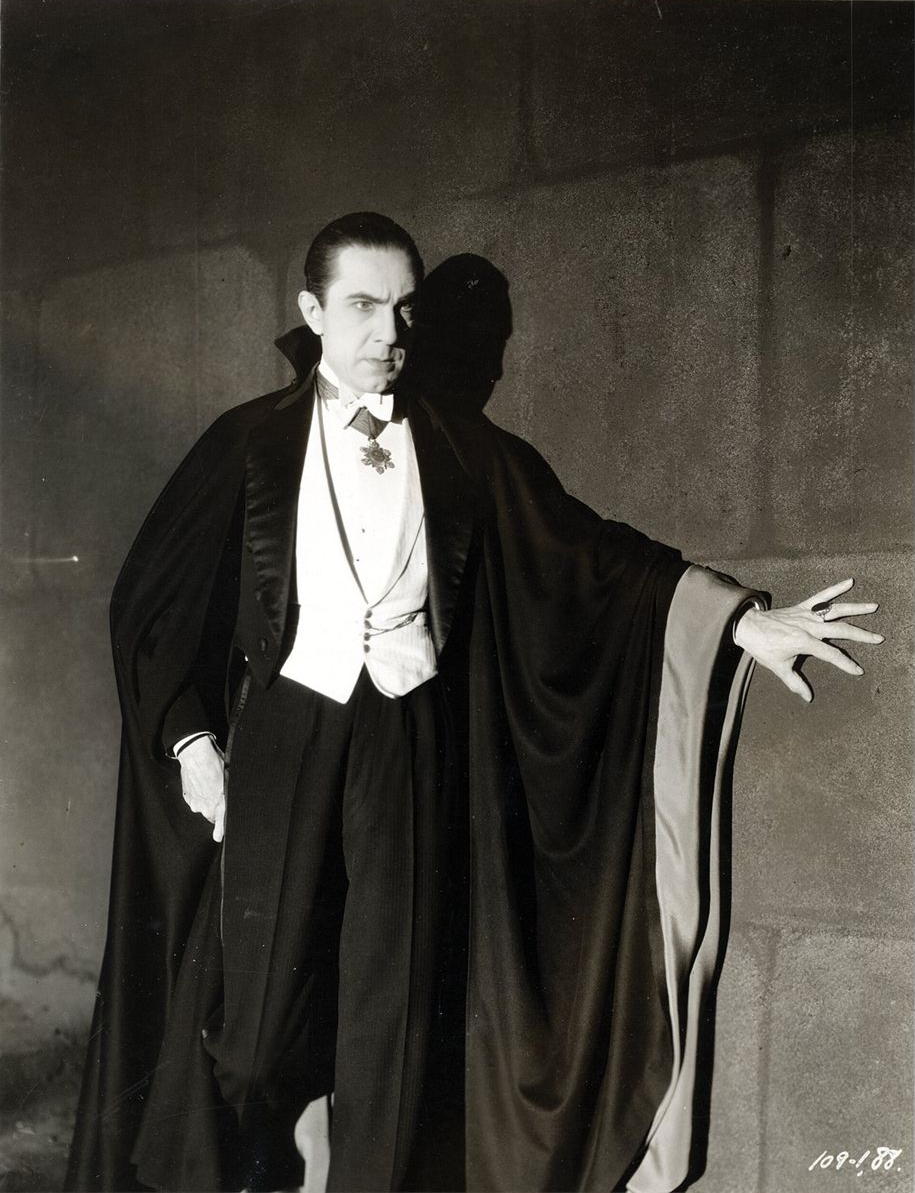
Béla Lugosi dans le rôle du comte Dracula.

Après quelques années difficiles à cause de sa méconnaissance de l'anglais, il décroche à Broadway le rôle de Dracula, qu'il jouera des centaines de fois, dans la pièce de théâtre tirée du roman homonyme de Bram Stoker. Dans ce rôle, son accent hongrois devint un atout et contribua grandement à son jeu d'acteur. C'est ce même rôle de vampire d'Europe centrale (si exotique pour le public américain) qu'il reprend, en 1931, pour Universal Pictures, dans le film de Tod Browning, qui consacre sa célébrité. La même année, ne souhaitant pas rester cantonné aux films d'horreur, il refuse de jouer la créature du film Frankenstein, qui aura un grand succès (le rôle sera tenu par Boris Karloff).
Des années plus difficiles suivent : Lugosi n'est sollicité que pour les films d'horreur dont il aurait préféré se passer (et dont la qualité baisse lentement à partir de 1950), éprouve des problèmes de santé traités à la morphine dont il devient dépendant, et de plus, il est inquiété dans le cadre de la « chasse aux sorcières » en raison de sa participation aux instances de la première république communiste hongroise et de son engagement syndical aux États-Unis.

### Vie privée

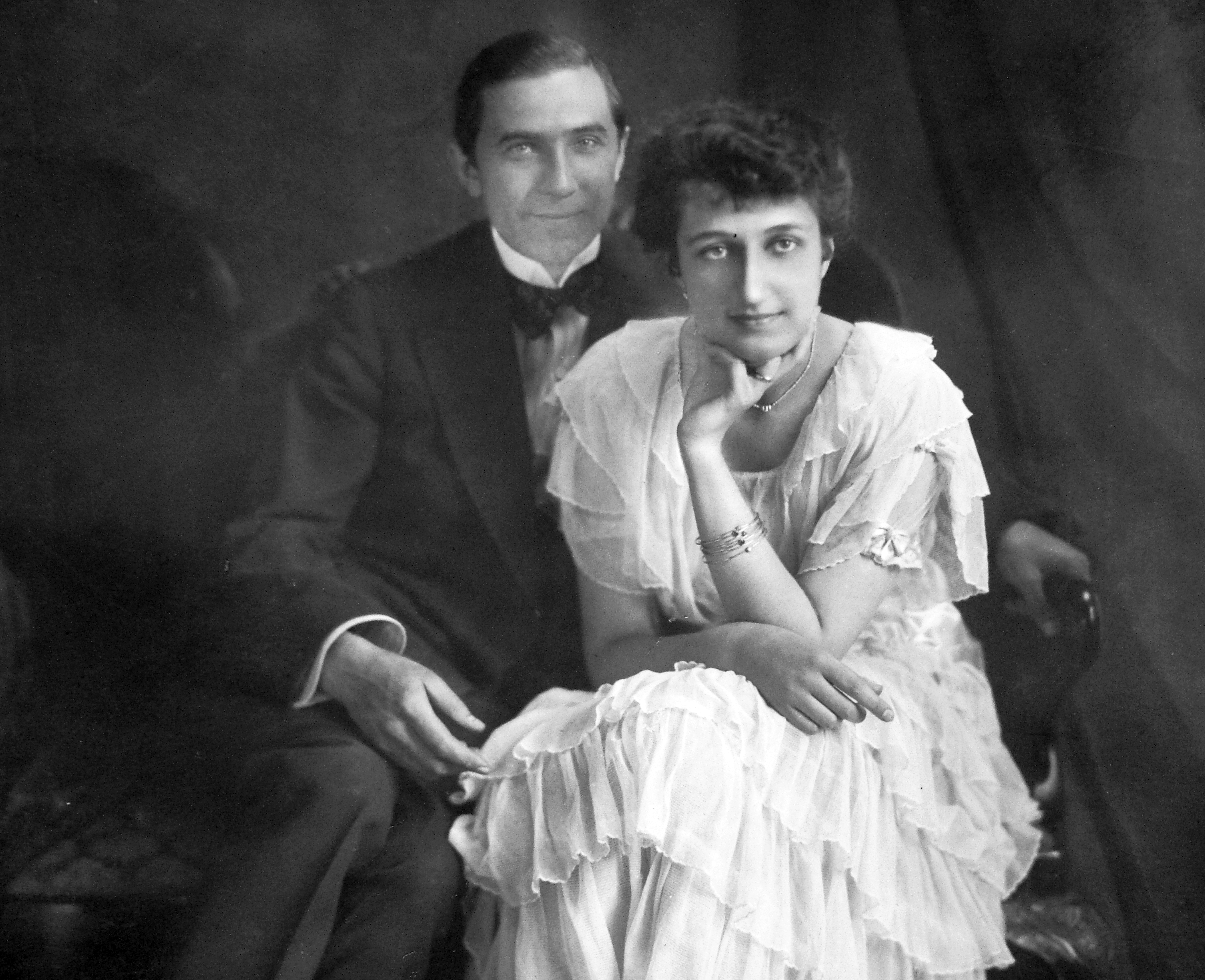
Béla Lugosi, avec sa première épouse Ilona Szmik, en 1917.

En 1917, Béla Lugosi se marie à Ilona Szmik (1898–1991). Le couple divorce en 1920, à cause des divergences politiques avec les parents d'Ilona. En 1921, il se marie à Ilona von Montagh, et divorce en 1924. En 1929, il épouse la riche résidente de San Francisco, Beatrice Weeks (1897–1931), alors veuve de l'architecte Charles Peter Weeks : il prend place dans la société hollywoodienne mais un scandale éclate et Beatrice demande le divorce quatre mois plus tard, expliquant que l'actrice Clara Bow est l'« autre femme » de son mari.
Le 26 juin 1931, il est naturalisé américain. En 1933, il se marie à une femme de 22 ans, Lillian Arch (1911–1981), fille d'immigrants hongrois. Ils ont un fils en 1938 : Bela G. Lugosi (en). Béla Lugosi a 4 petits-enfants et 6 arrière-petits-enfants.
Béla Lugosi, son épouse Lillian et sa belle-mère passent des vacances dans leur propriété du Lake Elsinore, en Californie, entre 1944 et 1953, où leur fils Bela Lugosi Jr. s'inscrit à l'école militaire navale d'Elsinore. Béla et Lillian divorcent en 1953, en partie parce que cette dernière est devenue l'assistante de Brian Donlevy sur les plateaux et les studios pour la série radiophonique et télévisée Dangerous Assignment de Brian Donlevy. En 1955, Béla Lugosi se marie à Hope Lininger, sa cinquième épouse. Ils sont restés ensemble jusqu’à sa mort.

### Mort
Après avoir été près de vingt ans dépendant de la morphine, le 16 août 1956, Béla Lugosi meurt d'un infarctus du myocarde, à 73 ans, dans son appartement de Los Angeles. Il semble qu'au moment de sa mort, il lisait le scénario de The Final Curtain d'Ed Wood, mais cela ne signifie pas qu'il pensait y jouer un rôle.

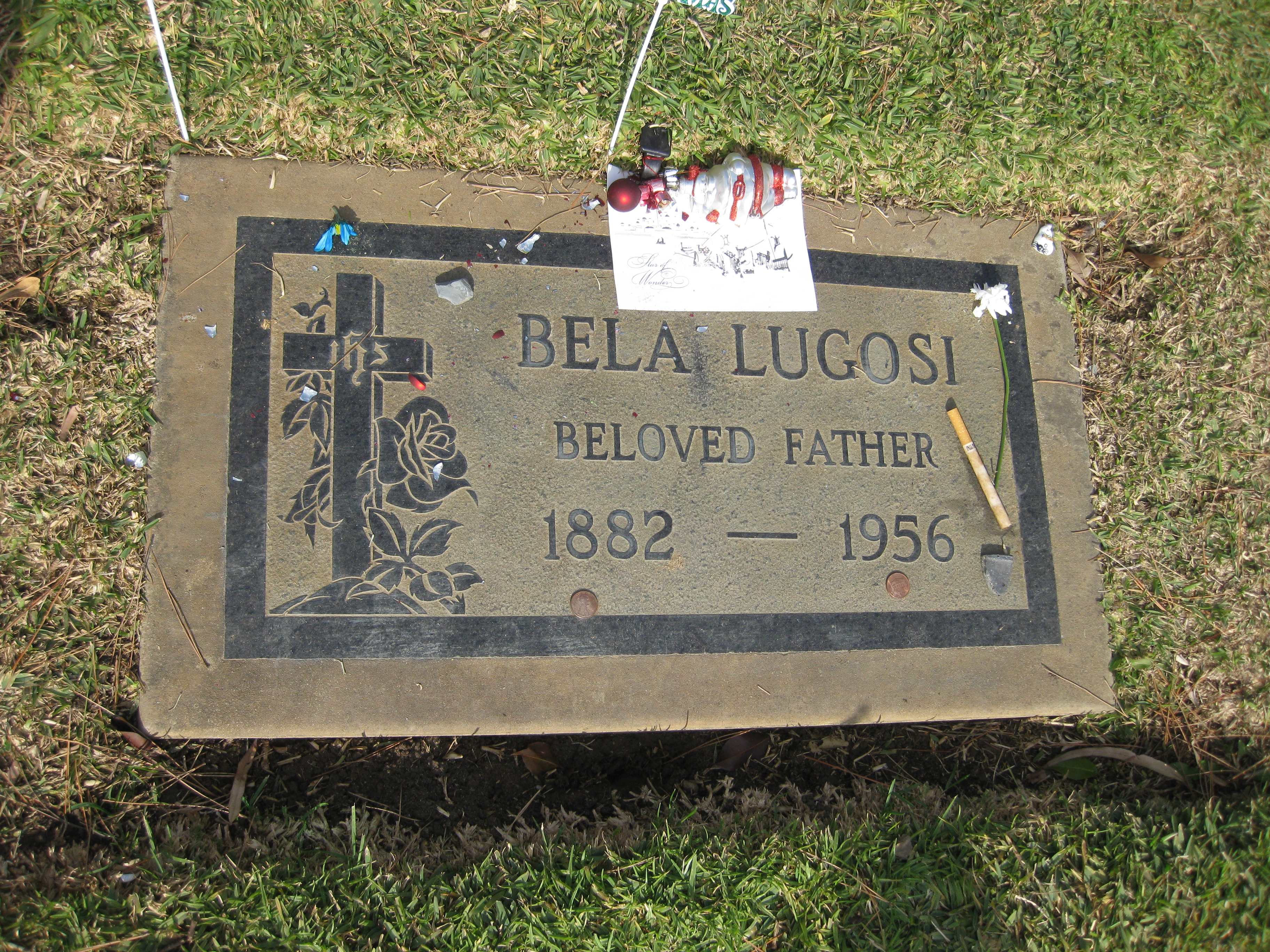
L'épitaphe de la tombe de Béla Lugosi.

Il est enterré au cimetière Holy Cross Cemetery (Culver City), en Californie. Contrairement aux rumeurs publiques, l'acteur n'a jamais demandé à être enterré dans son habit de vampire : son fils Bela G. Lugosi a confirmé maintes fois que ce sont lui-même et sa mère Lillian, qui avaient pris la décision d'utiliser l'un des costumes de Dracula, pensant que Béla n'y aurait pas fait objection.

## Hommages
- Béla Lugosi est mentionné dans la chanson Celluloid Heroes des Kinks.
- Béla Lugosi est mentionné dans le film Le Loup-Garou de Londres.
- Il est le sujet d'une chanson du groupe gothique anglais Bauhaus : Bela Lugosi's Dead, qui figure dans la bande-son d'un autre film de vampires, Les Prédateurs (The Hunger) de Tony Scott (1983) ainsi que dans le film Good Luck Chuck, et qui fut reprise par le groupe Nouvelle Vague dans l'album Bande à part, puis en 2017 par le groupe Dead Cross (Mike Patton, Dave Lombardo) ainsi que par de nombreux groupes de punk rock, metal, industriel, rockabilly, gothique, etc.
- La fin de sa vie est retracée dans le film Ed Wood de Tim Burton, où le rôle de Béla Lugosi est interprété par Martin Landau. Ce dernier a remporté pour ce film l'Oscar du meilleur acteur dans un second rôle en 1995.
- La marque d'instrument ESP Guitars, en collaboration avec Kirk Hammett, du groupe Metallica, a conçu des modèles de guitares dont le corps est orné de l'affiche d'un film où Lugosi a joué, Dracula ou White Zombie par exemple.
- Béla Lugosi, vieillissant, rencontre William Faulkner dans Never Cross a Vampire, roman de Stuart Kaminsky, paru en 1980 [18].
- Paru Itagaki s'est inspiré de Béla Lugosi pour nommer Légoshi le héros de son manga Beastars.

## Filmographie

### Longs métrages

#### En tant qu'Olt Arisztid
- 1917 : Álarcosbál d'Alfréd Deésy : René
- 1917 : Leoni Leo d'Alfréd Deésy : Leoni Leo
- 1918 : Lili de Cornelius Hintner : Plinchard
- 1918 : Az élet királya d'Alfréd Deésy : Lord Henry Wotton
- 1918 : A Régiséggyüjtö d'Alfréd Deésy
- 1918 : Nászdal d'Alfréd Deésy : Bertram, le violoniste
- 1918 : Tavaszi vihar d'Alfréd Deésy : Renner fölbirtokos, le mari
- 1918 : Küzdelem a Létért d'Alfréd Deésy : Orlay Pál, l'architecte
- 1918 : Az ezredes de Michael Curtiz : Ezredes
- 1918 : Lulu de Michael Curtiz
- 1918 : A leopárd  d'Alfréd Deésy : Cox, Orlay Pál
- 1919 : Casanova d'Alfréd Deésy : Casanova

#### En tant qu'Albert Lugesi
- 1918 : 99 de Michael Curtiz : Kurt Lingner

#### En tant que Béla Lugosi
- 1920 : Hypnose de Richard Eichberg : le professeur Mors
- 1920 : Der Tanz auf dem Vulkan - 1. Sybil Young de Richard Eichberg : Andre Fleurot
- 1920 : Der Tanz auf dem Vulkan - 2. Der Tod des Grossfürsten de Richard Eichberg : Andre Fleurot
- 1920 : Die Sklavenhalter von Kansas-City de Wolfgang Neff : George Corvin
- 1920 : Nat Pinkerton im Kampf, 1. Teil - Das Ende des Artisten Bartolini de Wolfgang Neff : le chef du gang
- 1920 : Le Crime du docteur Warren (Der Januskopf) de Friedrich Wilhelm Murnau : le majordome du Dr Warrens
- 1920 : Das ganze Sein ist flammend Leid d'Ottmar Ostermayr
- 1920 : Lederstrumpf, 1. Teil: Der Wildtöter und Chingachgook d'Arthur Wellin : Chingachgook
- 1920 : Der Fluch der Menschheit - 1. Die Tochter der Arbeit de Richard Eichberg : Mälzer
- 1920 : Der Fluch der Menschheit - 2. Im Rausche der Milliarden de Richard Eichberg : Mälzer
- 1920 : Auf den Trümmern des Paradieses de Josef Stein (rumeur)
- 1920 : Die Frau im Delphin, oder 30 Tage auf dem Meeresgrund d'Artur Kiekebusch-Brenken
- 1920 : Lederstrumpf, 2. Teil: Der Letzte der Mohikaner d'Arthur Wellin : Chingachgook
- 1920 : Die Todeskarawane de Josef Stein : le cheik
- 1920 : Le Dernier des Mohicans (The Last of the Mohicans) de Clarence Brown et Maurice Tourneur : un indien (non crédité)
- 1921 : Die Teufelsanbeter de Marie Luise Droop : Pir Kamek
- 1921 : Apachenrache, 3. Teil - Die verschwundene Million de Wolfgang Neff : le méchant
- 1923 : Ihre Hoheit die Tänzerin de Richard Eichberg
- 1924 : The Rejected Woman d'Albert Parker : Jean Gagnon
- 1924 : Larmes de clown (HE who gets slapped) de Victor Sjöström : le clown Schuyler (non crédité)
- 1925 : The Midnight Girl de Wilfred Noy : Nicholas Harmon
- 1925 : Daughters Who Pay de George Terwilliger : Serge Romonsky
- 1926 : Punchinello de Duncan Renaldo : Pierrot
- 1928 : Le Prince des cacahuètes (How to Handle Women) de William James Craft (non crédité)
- 1928 : The Veiled Woman de Emmett J. Flynn : le meurtrier
- 1929 : Prisoners de William A. Seiter : Brottos, le propriétaire de la boîte de nuit
- 1929 : Erik le mystérieux (The Last Performance) de Paul Fejos (voix dans la version hongroise, non crédité)
- 1929 : La Treizième Chaise (The Thirteenth Chair) de Tod Browning : l'inspecteur Delzante
- 1930 : Sa plus belle vengeance (Such Men Are Dangerous) de Kenneth Hawks : Dr Gutman
- 1930 : La Féérie du jazz (King of Jazz) de John Murray Anderson : Emcee (non crédité)
- 1930 : Wild Company de Leo McCarey : Felix Brown
- 1930 : Les Renégats (Renegades) de Victor Fleming : le marabout
- 1930 : Nuits viennoises (Viennese Nights) de Alan Crosland : le comte Von Ratz
- 1930 : L'Amant de minuit (Oh, For a Man!) de Hamilton MacFadden : Frescatti
- 1931 : Dracula de Tod Browning : le comte Dracula
- 1931 : 50 Million Frenchmen de Lloyd Bacon : Orizon, le magicien (non crédité)
- 1931 : Prudence avec les femmes (Women of All Nations) de Raoul Walsh : le prince Hassan (non crédité)
- 1931 : The Black Camel de Hamilton MacFadden : Tarneverro / Arthur Mayo
- 1931 : Broadminded de Mervyn LeRoy : Pancho Arango
- 1932 : Double Assassinat dans la rue Morgue (Murders in the Rue Morgue) de Robert Florey : Dr Mirakle
- 1932 : Les Morts-vivants (White Zombie) de Victor Halperin : Legendre
- 1932 : Chandu le magicien (Chandu the Magician) de William Cameron Menzies et Marcel Varnel : Roxor
- 1932 : The Death Kiss d'Edwin L. Marin : Joseph Steiner
- 1932 : L'Île du docteur Moreau (Island of Lost Souls) d'Erle C. Kenton : le juge
- 1933 : Hollywood on Parade No. A-8 de Louis Lewyn : Dracula (court-métrage)
- 1933 : The Whispering Shadow de Colbert Clark et Albert Herman : le professeur Adam Anton Strang
- 1933 : Night of Terror de Benjamin Stoloff : Degar
- 1933 : International House d'A. Edward Sutherland : le général Nicholas Branovsky Petronovich
- 1933 : The Devil's in Love de William Dieterle : le procureur militaire (non crédité)
- 1934 : Le Chat noir (The Black Cat) d'Edgar George Ulmer: Hjalmar Poelzig
- 1934 : Gift of Gab de Karl Freund : le danseur apache français
- 1934 : The Return of Chandu de Ray Taylor : Frank Chandler
- 1934 : The Mysterious Mr. Wong de William Nigh : M. Fu Wong
- 1935 : The Best Man Wins d'Erle C. Kenton : Dr Boehm
- 1935 : La Marque du vampire (Mark of the Vampire) de Tod Browning : le comte Mara
- 1935 : Le Corbeau (The Raven) de Lew Landers : Dr Richard Vollin
- 1935 : Murder by Television de Clifford Sanforth : Dr Arthur Perry / Edwin Perry
- 1935 : The Mystery of the Mary Celeste de Denison Clift : Anton Lerezten
- 1936 : Le Rayon invisible (The Invisible Ray) de Lambert Hillyer : Dr Felix Bennet
- 1936 : Postal Inspector d'Otto Brower : Gregory Benez
- 1936 : Shadow of Chinatown de Robert F. Hill : Victor Poten
- 1937 : SOS Coast Guard d'Alan James et William Witney : Boroff
- 1939 : The Phantom Creeps de Ford Beebe et Saul A. Goodkind : Dr Alex Zorka
- 1939 : Le Fils de Frankenstein (The Son of Frankenstein), de Rowland V. Lee : Ygor
- 1939 : Le Gorille (The Gorilla) d'Allan Dwan : Peters, le majordome
- 1939 : Le Tueur aveugle (The Dark Eyes of London) de Walter Summers : Dr Feodor Orloff / Professeur John Dearborn
- 1939 : Ninotchka d'Ernst Lubitsch : le commissaire Razinin
- 1940 : Simon Templar face au Saint (The Saint's Double Trouble) de Jack Hively
- 1940 : Vendredi 13 (Black Friday) d'Arthur Lubin : Eric Marnay
- 1940 : La Chauve-souris du diable ( The Devil Bat), de Jean Yarbrough : Dr Paul Carruthers
- 1940 : La Villa des piqués (You'll Find Out) de David Butler : le prince Saliano
- 1941 : Le Fantôme invisible (Invisible Ghost) de Joseph H. Lewis : Charles Kessler
- 1941 : Le Chat noir (The Black Cat) d'Albert S. Rogell : Eduardo Virgos, le jardinier
- 1941 : Spooks Run Wild de Phil Rosen : Nardo
- 1941 : Le Loup-garou (The Wolf Man) de George Waggner : Bela
- 1942 : Black Dragons de William Nigh : Dr Melcher
- 1942 : Le Fantôme de Frankenstein (The Ghost of Frankenstein) d'Erle C. Kenton : Ygor
- 1942 : Le Voleur de cadavres (The corpse vanishes) de Wallace Fox : Dr Lorenz
- 1942 : Nuit d'épouvante (Night Monster) de Ford Beebe : Rolf
- 1942 : Le Monstre de minuit (Bowery at Midnight) de Wallace Fox : Professeur Frederick Brenner, alias Karl Wagner
- 1943 : L'Homme-singe (The Ape Man) de William Beaudine : Dr James Brewster
- 1943 : Frankenstein rencontre le loup-garou (Frankenstein Meets the Wolf Man) de Roy William Neill : le monstre
- 1943 : Ghosts on the Loose de William Beaudine : Emil
- 1943 : The Return of the Vampire de Lew Landers : Armand Tesla / Dr Hugo Bruckner
- 1944 : L'Esprit diabolique (Voodoo Man) de William Beaudine : Dr Richard Marlowe
- 1944 : Return of the Ape Man de Phil Rosen : le professeur Dexter
- 1944 : One Body Too Many de Frank McDonald : Merkil
- 1945 : Le Récupérateur de cadavres (The Body Snatcher) de Robert Wise : Joseph
- 1945 : Zombies on Broadway de Gordon Douglas : Dr Paul Renault
- 1946 : Genius at Work de Leslie Goodwins : Stone
- 1947 : Scared to Death de Christy Cabanne : le professeur Leonid
- 1948 : Deux Nigauds contre Frankenstein (Abbott and Costello meet Frankenstein) de Charles Barton : Dracula
- 1950 : Mother Riley Meets the Vampire' de John Gilling : le professeur Von Housen / le vampire
- 1952 : Le Gorille de Brooklyn (Bela Lugosi Meets a Brooklyn Gorilla) de William Beaudine : Dr Zabor
- 1953 : Louis ou Louise (Glen or Glenda) d'Ed Wood : le scientifique
- 1956 : La Fiancée du monstre (Bride of the Monster) d'Ed Wood : Dr Eric Vorlof
- 1956 : Les monstres se révoltent (The Black Sleep) de Reginald Le Borg : Casimir
- 1959 : Plan 9 from Outer Space d'Ed Wood : l'homme-vampire (image d'archive)

#### En tant que Belo Lugosi
- 1923 : Sa patrie (The Silent Command) de J. Gordon Edwards : l'agent secret Benedict Hisston

### Séries télévisées
- 1949 : Suspense : le général Fortunato (saison 2, épisode 6 : A Cask of Amontillado)
- 1950 : The Paul Winchell and Jerry Mahoney Show : le comte Dracula (saison 1, épisode 3)
- 1954 : The Red Skelton Show : le professeur Lugosi (saison 3, épisode 40 : Dial 'B' for Brush with guest performers Bela Lugosi, Lon Chaney, Jr. & Vampira)

## En Bande Dessinée
- 2023 : Bela Lugosi par Philippe Thirault (Scénario) et Marion Mousse (Dessin) - Edition Glénat Collection 9 1/2 -  (ISBN 9782344042670)

### Sources
- Biographie & chronique de ses plus grands films (DVDClassik)
- Biographie sur le site Nanarland.com
- A Bela Lugosi Fan Site
- Bela Lugosi, Pickfair 5619 Hollywood